# Air Nippon
Air Nippon – japońska linia lotnicza z siedzibą w Tokio. 1.04.2012 zmieniła nazwę na All Nippon Airways.

## Flota

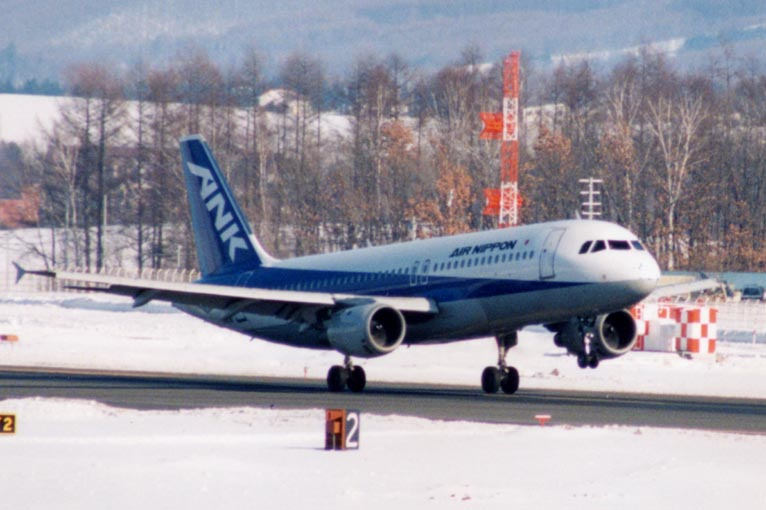
Airbus A320-200
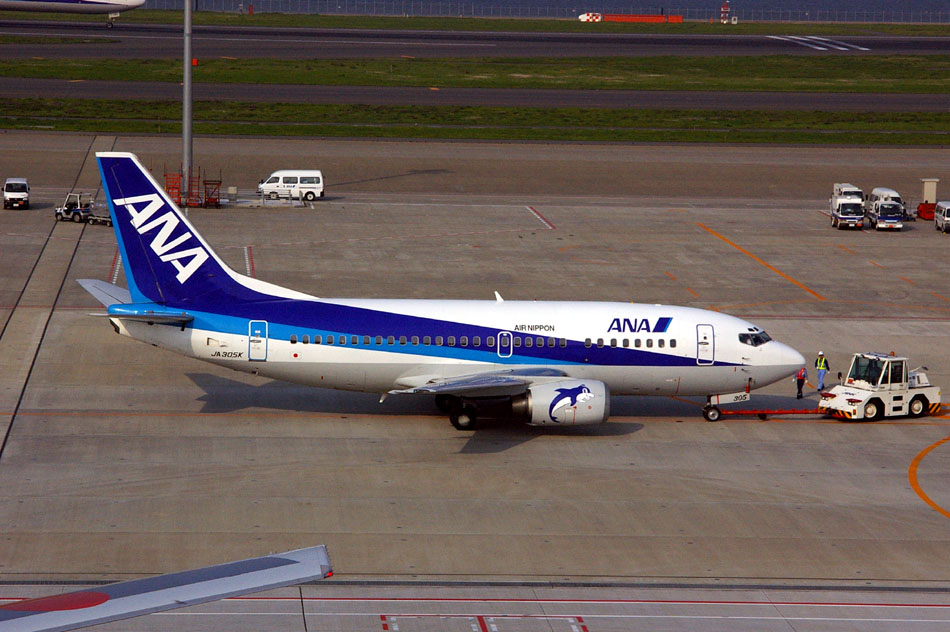
Boeing 737-500
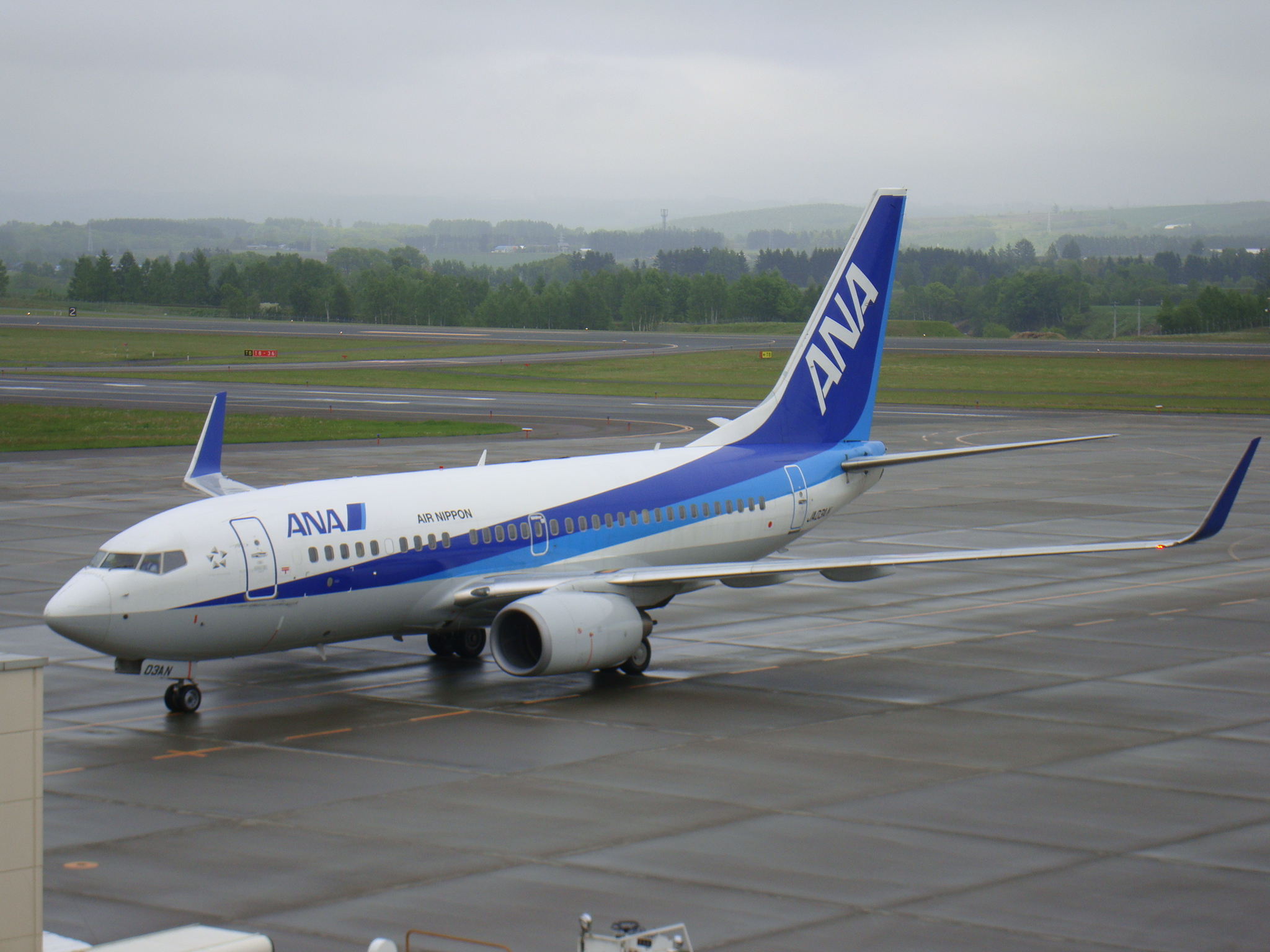
Boeing 737-700